# Área de Conservação da Paisagem de Roosna-Alliku
A Área de Conservação da Paisagem de Roosna-Alliku é um parque natural localizado no condado de Järva, na Estónia.
A área do parque natural é de 43 hectares.
A área protegida foi fundada em 1981 para proteger as nascentes de Roosna-Alliku. Em 2005, a área protegida foi designada como área de conservação paisagística.